# Jeżewice (przystanek kolejowy)
Jeżewice – przystanek osobowy w Suchostrudze, w Polsce, w województwie mazowieckim, w powiecie piaseczyńskim, w gminie Tarczyn. Przystanek został otwarty w dniu 3 października 1954 roku razem z linią kolejową z Skierniewic do Pilawy.